# Cherry Chevapravatdumrong
Cherry Chevapravatdumrong (en tailandés: เชอร์รี่ ชีวประวัติดำรงค์; RTGS Choe-ri Chiwaprawatdamrong; Ipac ˌtʃiːvəprɑːvɨtˈdʌmrɒŋ ; también conocida como Cherry Cheva) es una guionista estadounidense, actualmente trabaja como editora ejecutiva en Padre de familia. Nació en Columbus, Ohio y creció en Ann Arbor, Míchigan. Estudió psicología en la universidad de Yale y consiguió un diploma Juris Doctor de la New York University Law School, donde Chevapravatdumrong pasaba los veranos trabajando en una firma de abogados y los inviernos preparando las mesas en el restaurante de sus padres de orígenes tailandeses, "Lothus Thai". Se mudó a Los Ángeles para seguir escribiendo. Actualmente es la única escritora y ejecutiva editora de la serie Padre de familia. Su primera novela es She's So Money.

## Trabajo

### Padre de familia

#### Como guionista
- "Boys Do Cry"
- "Prick Up Your Ears"
- "Saving Private Brian"
- "Sibling Rivalry"
- "Back to the Woods"
- "Ocean's Three and a Half"
- "We Love You Conrad"
- "Hannah Banana"

#### Como ejecutiva de edición
- "Barely Legal"
- "Chick Cancer"
- "Bill and Peter's Bogus Journey"
- "The Tan Aquatic with Steve Zissou"
- "No Meals on Wheels"
- "Airport '07"
- "Blue Harvest"

#### Como editora
- "You May Now Kiss the...Uh...Guy Who Receives"
- "Untitled Griffin Family History"

#### Como productora
- "Road to the Multiverse"

#### Como coproductora
- "Road to Germany"
- "The Man with Two Brians"
- "Baby Not on Board"
- "I Dream of Jesus"
- "Love Blacktually"
- "Long John Peter"
- "The Former Life of Brian"
- "Play It Again, Brian"
- "Back to the Woods"
- "420"
- "Three Kings"